# William Bouwens van der Boijen
William Oscar Wilford Bouwens van der Boijen (L'Aia, 13 settembre 1834 – Jouy-en-Josas, 13 settembre 1907) è stato un architetto olandese naturalizzato francese con decreto del 4 ottobre 1868.

## Biografia
Era figlio di Anthonÿ Bouwens van der Boijen e Mary Ann Bulkley (risposata con Léon Vaudoyer nel 1860).
Allievo di Léon Vaudoyer e Henri Labrouste alla École nationale supérieure des beaux-arts, dal 1852 al 1857, fu nominato ispettore del lavoro del XVI arrondissement di Parigi nel 1860, poi lavorò al Conservatoire national des arts et métiers nel 1867.
Naturalizzato francese nel 1868, fu nominato ufficiale dell'Ordine di Nīshān al-Iftikār nel 1865, cavaliere della Legion d'onore nel 1878 e dell'ordine di Carlo III di Spagna.
Sposato, in seconde nozze, con Flora Hélène Schott (1838-1913), ebbero quattro figli:
- Richard Bouwens van der Boijen (1863-1939), architetto, sposato con Marthe Lazard.
- Hélène Bouwens van der Boijen (1865-1895), pittrice, moglie di Raymond Koechlin.
- Max Léon Otto Bouwens van der Boijen (1872-1922), compositore ed editore musicale.
- Alfred William Louis Bouwens van der Boijen (1873-1957), pittore.

## Opere principali

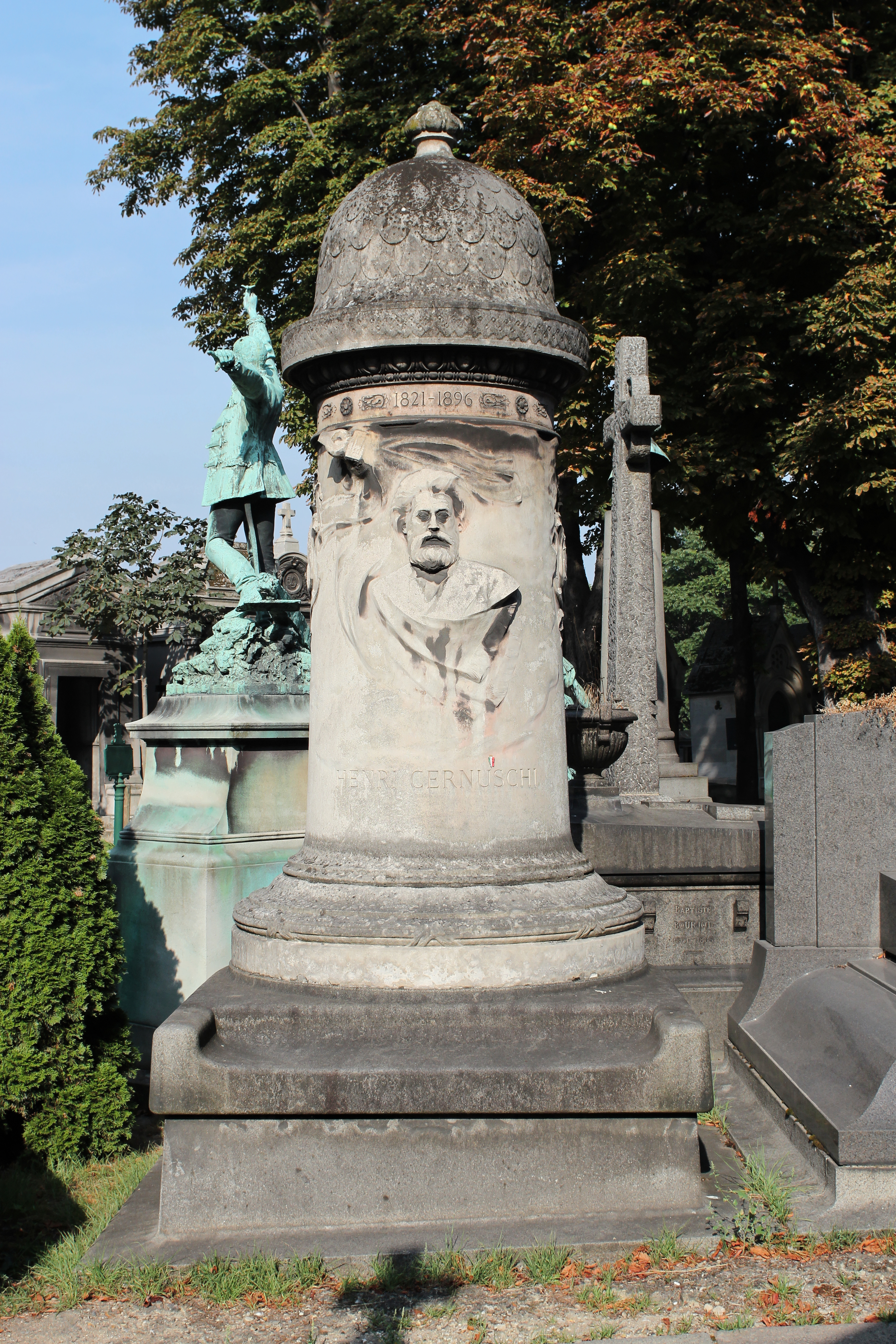
Tomba di Henri Cernuschi nel cimitero di Père-Lachaise.

- l'hôtel particulier di Erlanger, 20 rue Taitbout (1864-1865)
- l'hôtel particulier di Isaac Pereire, 45 rue de Monceau (1865-1866)
- l'hôtel particulier Gandara, 16 rue Murillo (1867-1868)
- l'hôtel particulier di Kann, 33 rue de Monceau (1867-1868)
- l'hôtel particulier di Goldschmidt, 19 rue Rembrandt (1872-1874)
- l'hôtel particulier di Bischoffsheim, 14 avenue des Champs-Élysées (1872-1874)
- l'hôtel particulier di Haas, 4 avenue Vélasquez (1873 - 1875)
- il palazzo di Henri Cernuschi nel Parc Monceau (avenue Vélasquez) costruito in stile neoclassico (1873-1874)
- l'hôtel particulier Stern a Francoforte sul Meno (1873-1875)
- la Villa Madeleine, ex villa Stéphanie, villa-castello costruita a Houlgate nel 1874 per il banchiere Jean-Jacques Kann.
- l'hôtel particulier Bamberger, rotonda degli Champs-Élysées (1875-1878)
- la sede del Crédit Lyonnais, 19 boulevard des Italiens a Parigi, costruita tra il 1876 e il 1913.
- La tomba di Henri Cernuschi nel cimitero di Père-Lachaise (1896)
- La tomba di Edmond About nel cimitero di Père-Lachaise.